# Província d'Asti
La província d'Asti  és una província que forma part de la regió de Piemont dins Itàlia. La seva capital és Asti.
Limita al nord-oest amb la ciutat metropolitana de Torí, a l'est amb la província d'Alessandria, al sud amb la Ligúria (província de Savona) i per només 3 quilòmetres en el l municipi de Serole a l'oest amb la província de Cuneo.
Té una àrea de 1,511 km², i una població total de 418.231 hab. (2016). Hi ha 118 municipis a la província.